# Baronnie d'Arkadia
1261–1432
Entités précédentes :
- Empire byzantin

Entités suivantes :
- Despotat de Morée

La baronnie d'Arkadia ou d'Arcadie est un fief médiéval franc de la principauté d'Achaïe en Grèce. Elle est située sur la côte ouest de la péninsule du Péloponnèse, et centrée sur la ville d'Arcadie, maintenant appelée Kyparissia.

## Histoire
La baronnie d’Arcadia n’était pas l’une des douze baronnies originelles de la Principauté d'Achaïe. Initialement, Arcadia (qui est le nom médiéval de Kyparissia sur la côte ouest de la Messénie) faisait partie du domaine princier de la famille Villehardouin. Elle a été créée comme une baronnie séparée par le prince Guillaume II de Villehardouin peu après la reconquête byzantine de Constantinople en 1261, afin de récompenser Vilain d'Aulnay, l'un des seigneurs francs de Constantinople qui chercha refuge en Achaïe.
En 1269, à la mort de Vilain d'Aulnay, la baronnie est divisée entre ses fils Erard et Geoffroi. Erard meurt probablement peu après 1279, date de sa capture par les Byzantins, mais Geoffroi ne parvient pas à récupérer la part de son frère avant 1293, en raison de l'obstruction des baillis Angevin, qui ont séquestré le domaine. À la mort de Geoffroi en 1297, il est remplacé par son fils Vilain II d'Aulnay, qui est lui-même remplacé à sa mort par ses deux enfants : Erard II et Agnès. Erard II décède un peu avant 1338, mais Pietro dalle Carceri, seigneur tiercier d'Eubée, est déjà attesté comme seigneur de la moitié de la baronnie en 1324, et il est généralement supposé que son épouse Balzana Gozzadini (morte après 1343) lui aurait cette moitié de la baronnie en tant que veuve d'Erard II. Quant à Agnès, elle épouse en 1324 Étienne le Maure , seigneur de Saint-Sauveur et Aëtos, dont elle eut un fils, Erard III, qui parvient en 1344 à réunir toute la baronnie et qui est nommé maréchal d'Achaïe en 1345,.
Vers 1348, un chevalier bourguignon, Louis de Chafor, avec l'aide de quelques compagnons, parvint à s'emparer par ruse du château d'Arcadie et à capturer l'épouse et la fille d'Erard III le Maure, qui ne peu obtenir leur libération et rentrer en possession de son château qu'en échange d'une forte rançon. En 1388, une de ses filles succède à Erard III le Maure et épouse Andronikos Asanes Zaccaria, la baronnie est alors intégrée au domaine de Zaccaria. Erard Laskaris, un neveu d'Erard III, par sa sœur Lucie le Maure, réclame alors une part de la baronnie, mais sans succès. Erard Laskaris meurt sans postérité en 1409.
Après la conquête de Patras et de Chalandritsa par le despotat de Morée en 1429 et 1430, la baronnie d'Arcadie devient le dernier bastion de la principauté d'Achaïe. Le dernier prince d'Achaïe, Centurione II Zaccaria, garde l'Arcadie comme fief personnel, mais à sa mort en 1432, son gendre, le despote Thomas Paléologue, l'annexe et emprisonne la veuve de Centurione, qui décède en prison.

## Liste des barons
- Vilain Ier d'Aulnay, de 1261 à 1269.
- Erard Ier d'Aulnay (en), fils du précédent, hérité de la moitié de la baronnie de 1269 à 1279.
- Geoffrey d'Aulnay (en), frère du précédent, hérite de la moitié de la baronnie à la mort de son père, puis de la totalité à la mort de son frère, 1269 à 1297.
- Vilain II d'Aulnay (en), fils du précédent, de 1297 à une date inconnue.
- Erard II d'Aulnay, fils du précédent, hérité de la moitié de la baronnie d'une date inconnue à avant 1338 (peut-être 1324 ?).
- Agnès d'Aulnay, sœur du précédent, hérite de la moitié de la baronnie à la mort de son père, gouverne avec son mari Étienne le Maure (marié en 1324), d'une date inconnue à avant 1344.
- Balzana Gozzadini, veuve d'Erard II (?), remariée avec Pietro dalle Carceri, à partir d'avant 1338 (1324 ?).
- Érard III Le Maure, fils d'Agnès d'Aulnay et d'Étienne le Maure, de 1344 à 1388.
- une fille d'Erard III avec son mari Andronikos Asanes Zaccaria, de 1388 à 1401.
- Erard IV Zaccaria, fils des précédents, en 1401.
- Centurione II Zaccaria, de 1401 à 1432.

## Sources
- (en) Cet article est partiellement ou en totalité issu de l’article de Wikipédia en anglais intitulé « Barony of Arcadia » (voir la liste des auteurs).
- Antoine Bon, La Morée franque : Recherches historiques, topographiques et archéologiques sur la principauté d’Achaïe, Paris, De Boccard, 1969 (lire en ligne).
- Peter Topping, « The Morea, 1311–1364 », dans Harry W. Hazard, A History of the Crusades, Volume III: The fourteenth and fifteenth centuries, University of Wisconsin Press, 1975, 104–140 p. (ISBN 0-299-06670-3, lire en ligne)